# Planckova masa
Planckova masa (oznaka {\displaystyle m_{\rm {P}}\,}) je naravna enota za maso, ki meri 217644 ×10−8 kg. Je ena izmed osnovnih enot v Planckovem sistemu enot (ostale so še Planckova dolžina, Planckov naboj, Planckova temperatura in Planckov čas).
Planckovo maso določimo na naslednji način:
{\displaystyle m_{\rm {P}}={\sqrt {\frac {\hbar c}{\kappa }}}} ≈ 1,2209 ×1019 GeV/c2 = 2,176 ×10−8 kg,
kjer je:
- {\displaystyle \kappa \,} gravitacijska konstanta,
- reducirana Planckova konstanta (h/2π, oznaka {\displaystyle \hbar }),
- {\displaystyle c\,} hitrost svetlobe.

V kozmologiji in fiziki osnovnih delcev se uporablja tudi reducirana Planckova masa:
{\displaystyle {\sqrt {\frac {\hbar {}c}{8\pi \kappa }}}} ≈ 4,340 ×10−6 = 2,43 ×1018GeV/c2.

## Znčilnosti
Za razliko od ostalih Planckovih enot, je Planckova masa makroskopska količina. Planckova masa je tudi masa Planckovega delca, ki je domnevna majhna črna luknja, katere Schwarzschildov polmer je enak Planckovi dolžini.